# 生産消費者
生産消費者 (せいさんしょうひしゃ、prosumer) もしくは生産=消費者、プロシューマーとは、未来学者アルビン・トフラーが1980年に発表した著書『第三の波』の中で示した概念で、生産者 (producer) と消費者 (consumer) とを組み合わせた造語である。生産活動を行う消費者のことをさす。
なお、プロシューマーと言った場合はプロダクト（product、商品）と消費者を組み合わせたマーケティング用語、あるいはプロフェッショナル (professional)と消費者を組み合わせ商品に詳しい消費者といった意味で使用されていた場合もある。

## 概要
トフラーは、人々は市場を通じた交換に依る経済活動だけでなく、市場を通さない、自分自身や家族や地域社会で使うためもしくは満足を得るための無償の隠れた経済活動で多くの富を生み出しているとし、そうした市場外の生産活動を行う人々を「生産消費者」と呼んだ。トフラーが1980年に発表した著書『第三の波』では約一万年前に始まった農耕の開始による農業革命（歴史学で使われる18世紀の「農業革命」とは異なる）を「第一の波」、18世紀に始まった産業革命を「第二の波」と定義し、それに続く「第三の波」の訪れを訴えている。トフラーによると第一の波の社会の中では市場の占める範囲は小さく、生産活動の多くは市場を通さない生産消費者としての自分達が消費するための生産であった。第二の波が訪れた社会では生産者と消費者が分離し、生産消費者の役割も小さくなった。そして第三の波の社会では、社会の非マス化（均一性が失われること）や製品のカスタマイズ性の向上、生産消費者の活動を助けるサービスや製品の登場などにより分離した生産者と消費者が再び融合する傾向を示し、新しい形で生産消費者が復活すると説いた。またトフラーは2006年に発表した『富の未来』で生産消費者の無報酬の仕事が生み出す金銭では数えられない富と金銭経済によって生み出される富をあわせ「新しい富の体制」と呼んでいる。
ただし、1980年の『第三の波』の発表以降、実際に生産消費者の活動が様々な発展を見せていると言われる一方、市場からのより安く高性能な製品、サービスの供給により生産消費者の仕事を企業が担うようになる傾向もあることから、製品の生産工程に一部でも係わる生産消費者という要素の意味は大きいものの、生産の量としては生産消費者が多くを担うようにはならないだろうとの指摘もある。

## 金銭経済との係わり
生産消費は金銭経済と影響を与え合っており、DIYなどの生産消費者としての活動のために資本財を購入し、セルフサービス、口コミでのマーケティングへの協力等の形で無報酬の仕事を行っているという。またLinuxやウィキペディアのような生産物を提供し、ボランティア活動で価値を生み出し、家庭での家事や子育によって人材の供給も行う。
トフラーは金銭経済とのかかわりの中でもATMやセルフレジの導入など企業でなく生産消費者が負担するようになった無給の仕事を「第三の仕事」と表現している。なお、トフラーは「第三の仕事」の最も巧みなものかもしれない例としてお好み焼きチェーンの道とん堀の客が鉄板で料理を行うシステムを挙げている。
日本における生産消費者の活用例としては無印良品の行っている、消費者が商品の開発や改良を提案する開発サイト「空想無印」が知られている。ドン・タプスコットが2007年に発表した『ウィキノミクス』においては、企業にとってのプロシューマーを製品やサービスの創出に積極的かつ継続的に関与させることの重要性を説いている。今後は3Dプリンタによる金型を要しない製造プロセスの普及により、製造業においても生産消費者の役割が増大する事が見込まれている。
金銭経済とのかかわりについては製品やサービスの「非市場化」、すなわち生産消費者がタダ同然の代替品を提供することで市場から供給されていた既存の製品やサービスを放逐することも含まれる。こうした現象は金銭経済の中での新たなサービスの出現も促すが、コンテンツの世界ではネットに多くの生産消費者による無料コンテンツが溢れることによる市場の成長の阻害も懸念されており、生産消費者による新たな市場の形成についても品質のばらつきや安定供給といった問題があるとも言われる。